# Lithocarpus kochummenii
Lithocarpus kochummenii är en bokväxtart som beskrevs av Julia och Soupadmo. Lithocarpus kochummenii ingår i släktet Lithocarpus och familjen bokväxter. Inga underarter finns listade.